# Alexandru Bilegan
Alexandru Bilegan (n. 1882, Herina – d. 1954, Herina) a fost un deputat în Marea Adunare Națională de la Alba Iulia, organismul legislativ reprezentativ al „tuturor românilor din Transilvania, Banat și Țara Ungurească”, cel care a adoptat hotărârea privind Unirea Transilvaniei cu România, la 1 decembrie 1918.:p. 77

## Biografie
Alexandru Bilegan a fost agricultor și a contribuit la formarea C.N.R Herina.:p. 117

## Activitatea politică

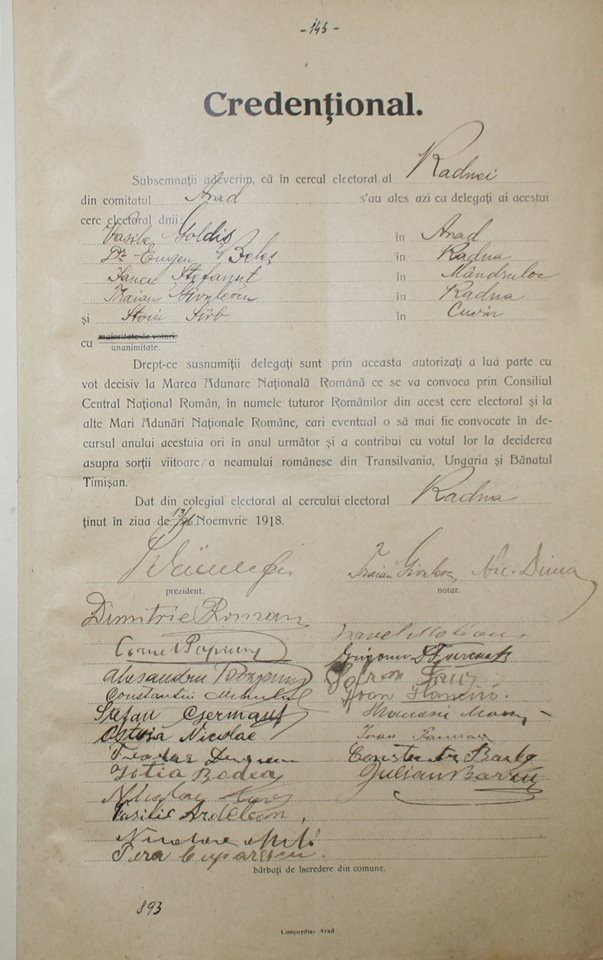
Credențional

Ca deputat în Adunarea Națională din 1 decembrie 1918 a reprezentat, ca delegat de drept, cercul electoral Bistrița.:p. 77